# Greking
Greking - opcja w programach komputerowych do składu i łamania publikacji upraszczająca wyświetlanie tekstu na ekranie monitora wtedy, gdy litery są tak małe, że i tak byłyby słabo- lub wręcz w ogóle nierozpoznawalne. Zamiast oddzielnych znaków wyświetlana jest wtedy regularna siatka kropek, która symbolizuje miejsce zajęte przez tekst. Opcja ta ma również zastosowanie do podglądów grafiki.
Opcję tę ustala się dla znaków mniejszych od zadanego stopnia pisma, przy uwzględnieniu procentowego pomniejszenia strony i bieżącej rozdzielczości trybu wyświetlania.
Słowo greking jest kalką z języka angielskiego (greeking) - i nie doczekało się jeszcze popularnego odpowiednika w języku polskim. Z prób spolszczenia dość trafną propozycją jest określenie wyświetlanie maczkiem oraz (mniej jednoznaczne) markowanie tekstu. Angielskie słowo greeking ma swój nieco żartobliwy źródłosłów w pisaniu greką, czyli w pisaniu znaków niepodobnych do alfabetu łacińskiego, a przez to gorzej rozpoznawalnych.